# Merl Saunders
Merl Saunders (parfois orthographié Merle), né le 14 février 1934 à San Mateo en Californie aux États-Unis, mort le 24 octobre 2008, est un  musicien qui jouait du piano et du clavier (en particulier du Hammond B3).

## Carrière
Saunders a commencé à apprendre à jouer du piano à l'âge de 10 ans. Il a été un camarade de classe de Johnny Mathis au lycée.
Dans les années 70, Saunders a collaboré avec Jerry Garcia, avec Grateful Dead et  les groupes de Garcia Legion of Mary  et Reconstruction.
Il a également créé son propre groupe, Merl Saunders and Friends, jouant avec Garcia, aussi bien que Mike Bloomfield, David Grisman, Tom Fogerty, Vassar Clements, Kenneth Nash, John Kahn et Sheila E.
Il a travaillé avec des musiciens  comme Paul Pena, Bonnie Raitt, Phish, Miles Davis et B.B. King. Merl a également enregistré avec The Dinosaurs.
En 1985, il a travaillé avec Grateful Dead sur la musique de l'émission TV The New Twilight Zone.
En 1990, il a sorti un album de world music et de new age : Blues From the Rainforestavec Jerry Garcia et Muruga Booker.
Il a créé sa propre maison de disques Sumertone et a également enregistré chez Fantasy Records, Galaxy Records et Relix ainsi que dans les maisons de disques de Grateful Dead et de Jerry Garcia.

## Source
- (en) Cet article est partiellement ou en totalité issu de l’article de Wikipédia en anglais intitulé « Merl Saunders » (voir la liste des auteurs).